# Teoria estetica
Teoria estetica (titolo originale Ästhetische Theorie) è un saggio di estetica del filosofo tedesco Theodor Adorno, rimasto incompiuto e pubblicato postumo nel 1970 (ed. Suhrkamp). La prima edizione italiana risale al 1975, edita da Einaudi, tradotta da Enrico De Angelis..

## Contenuto
L'opera prende le mosse dal saggio sull'Industria culturale, pubblicato nella raccolta Dialettica dell'illuminismo. Frammenti filosofici, del 1947. Secondo l'autore, la situazione dell'arte nel mondo contemporaneo è condizionata dallo sviluppo del capitalismo monopolistico e della sua stessa ragion d'essere. La nascita dell'industria culturale (fenomeno tipicamente novecentesco) ha causato una «disartizzazione dell'arte» che riduce l'arte a merce sottomettendola a una pura ragione economica. Per Adorno, l'arte in quanto tale è regolata dalla dialettica tra razionalità e irrazionalità: da una parte, essa condivide con l'illuminismo il rifiuto del mondo magico e il desiderio di dominare la natura; dall'altra, essa vuole apparire come «razionalità che critica la razionalità senza sottrarlesi». Lo scopo dell'opera d'arte appare dunque, per Adorno, essere quello di difendere la non-identità, contrapponendosi a quella costrizione all'identità (riproduzione, massificazione, riproducibilità) che è tipica del mondo attuale. Ciò può avvenire (come in Beckett, in Kafka, in Valéry e in Schönberg) solo portando alla luce le contraddizioni e la negatività del reale, anche e soprattutto attraverso la rinuncia a ogni tipo di estetizzazione e di compiacenza al gusto dominante.